# اس‌اس سنیریتی
اس‌اس سنیریتی (به انگلیسی: SS Seniority) یک کشتی بود که طول آن ۳۱۵ فوت ۴ اینچ (۹۶٫۱۱ متر) بود. این کشتی در سال ۱۹۴۲ ساخته شد.